# Aglaé Giorgio
Aglaé Ernesta Giorgio (conhecida simplesmente como Aglaé, Curitiba, 15 de dezembro de 1930 - 5 de maio de 2006) foi uma jogadora de basquete brasileira, que ocupava a posição de pivô e ala.
Foi parte da Selecção feminina de basquete de Brasil, com a qual ganhou a medalha de bronze nos Jogos Panamericanos de 1955, na Cidade de México. Ademais, foi vencedora do Campeonato Sudamericano de Basquete feminino adulto no Brasil (1954) e no Peru (1958), e participou da equipe que ficou em quarto lugar no Campeonato Mundial de Basquete Feminino de 1953, realizado em Chile.